# Nicholas Lyndhurst
Pour les articles homonymes, voir Lyndhurst.
Nicholas Lyndhurst est un acteur britannique né le 20 avril 1961 à Emsworth (Royaume-Uni).

## Filmographie
- 1973 : Bequest to the Nation : le mousse
- 1974 : Heidi (TV) : Peter
- 1975 : Anne of Avonlea (feuilleton TV)
- 1976 : Le Prince et le Pauvre (The Prince and the Pauper) (TV) : Tom Canty / Prince Edward
- 1978 : Going Straight (en) (série télévisée) : Raymond Fletcher
- 1979 : Father's Day (TV) : Philip
- 1980 : To Serve Them All My Days (feuilleton TV) : Dobson
- 1978 : Spearhead (série télévisée) : Private Wilson (1981)
- 1983 : Michael Barrymore (série télévisée)
- 1983 : It'll All Be Over in Half an Hour (série télévisée)
- 1983 : Bullshot : Nobby Clark
- 1984 : Round and Round (série télévisée) : Patrick
- 1986 : The Two of Us (série télévisée) : Ashley Phillips
- 1986 : Sky Bandits (en) de Zoran Perisic (en) : Chalky
- 1990 : The Piglet Files (série télévisée) : Peter 'Piglet' Chapman
- 1993 : Stalag Luft (TV) : Chump Cosgrove
- 1996 : Les Voyages de Gulliver (Gulliver's Travels) (TV) : Clustril
- 1999 : David Copperfield (TV) : Uriah Heep
- 2000 : Butterflies Reunion Special (TV) : Adam Parkinson
- 2000 : Thin Ice (TV) : Graham Moss
- 2005 : Lassie : Buckle